# Kartowice
Kartowice – wieś w Polsce położona w województwie lubuskim, w powiecie żagańskim, w gminie Szprotawa.
W latach 1975–1998 miejscowość administracyjnie należała do województwa zielonogórskiego.
Wcześniejsza niemiecka nazwa wsi do roku 1945 to Kortnitz. W 1939 roku liczyła 260 mieszkańców, posiadała zajazd, szkołę, piekarnię, stację kolejową. W 2011 roku Kartowice obchodziły 625-lecie swego powstania.
Znanym niemieckim mieszkańcem Kartowic był: Carl Friedrich Moritz Elsner